# مارک ۷۱۴۴۵
سیارک ۷۱۴۴۵ (به انگلیسی: 71445 Marc، نامگذاری:2000AE231) هفتاد و یک هزار و چهارصد و چهل و پنجمین سیارک کشف شده‌است که در ۴ ژانویه ۲۰۰۰ کشف شد.